# Antihelt (album)
 Denne artikel omhandler albummet 'Antihelt'. Opslagsordet har også en anden betydning, se Antihelt.
Antihelt er titlen på Niarns andet studiealbum, der blev udgivet i 2006.
Albummet indeholder blandt andet numrene "Antihelt", "Bare Sig Til" og "Blok 13". På albummet gæsteoptræder andre danske rappere som Jokeren, L.O.C. og Bai-D fra hiphopgruppen Suspekt.
Albummet er produceret af Niarns ven Christian Sundsdal og udgivet på pladeselskabet Copenhagen Records.

## Numre
1. "Gi Mig Alt I Har"
2. "Antihelt"
3. "Bare Sig Til"
4. "Stadig Rygende" (Ft. Bai-D)
5. "Fuck Up"
6. "Når Du Græder"
7. "Jeg Har Det Ikk' Så Godt"
8. "La' Det Drop"
9. "Hvordan Føles Det"
10. "Kærlighed I Gaderne" (Ft. Jokeren og L.O.C.)
11. "Før Det' For Sent"
12. "Blok 13" (Ft. Las G og AMP)
13. "For Mig Selv"